# Stowarzyszenie Gmin Uzdrowiskowych RP
Stowarzyszenie Gmin Uzdrowiskowych Rzeczypospolitej Polskiej – związek gmin, którego celem jest rozwój polskich uzdrowisk oraz miejscowości o walorach uzdrowiskowych.
Stowarzyszenie wspiera rozwój działalności uzdrowiskowej, turystycznej i rekreacyjno-sportowej w gminach należących do Stowarzyszenia. Dąży także do zapewnienia gminom uzdrowiskowym szczególnej opieki ze strony Sejm, Senatu i rządu w Polsce. SGU RP wspiera także działania na rzecz rozwoju uzdrowisk termalnych. Stowarzyszenie prowadzi działalność reklamową, promocyjną i marketingową polskich uzdrowisk.
Obecnie członkami organizacji są 43 gminy. Siedzibą władz stowarzyszenia jest Krynica-Zdrój.
Stowarzyszenie należy do Federacji Regionalnych Związków Gmin i Powiatów RP.

## Członkowie
| Gmina                     | Miejscowości, dzielnice o walorach uzdrowiskowych | Rodzaj gminy          | Uwagi             |
| ------------------------- | ------------------------------------------------- | --------------------- | ----------------- |
| Augustów                  | Augustów                                          | gmina miejska         | –                 |
| gmina Busko-Zdrój         | Busko-Zdrój                                       | gmina miejsko-wiejska | –                 |
| Ciechocinek               | Ciechocinek                                       | gmina miejska         | –                 |
| Duszniki-Zdrój            | Duszniki-Zdrój                                    | gmina miejska         | –                 |
| gmina Goczałkowice-Zdrój  | Goczałkowice-Zdrój                                | gmina wiejska         | –                 |
| gmina Horyniec-Zdrój      | Horyniec-Zdrój                                    | gmina wiejska         | –                 |
| Inowrocław                | Inowrocław                                        | gmina miejska         | –                 |
| gmina Iwonicz-Zdrój       | Iwonicz-Zdrój                                     | gmina miejsko-wiejska | –                 |
| Jedlina-Zdrój             | Jedlina-Zdrój                                     | gmina miejska         | –                 |
| Jelenia Góra              | Cieplice Śląskie-Zdrój                            | gmina miejska         | –                 |
| gmina Kamień Pomorski     | Kamień Pomorski                                   | gmina miejsko-wiejska | –                 |
| Kołobrzeg                 | Kołobrzeg                                         | gmina miejska         | od 1990 roku      |
| gmina Krynica-Zdrój       | Krynica-Zdrój                                     | gmina miejsko-wiejska | –                 |
| gmina Konstancin-Jeziorna | Konstancin-Jeziorna                               | gmina miejsko-wiejska | –                 |
| gmina Lądek-Zdrój         | Lądek-Zdrój                                       | gmina miejsko-wiejska | –                 |
| gmina Mieroszów           | Sokołowsko                                        | gmina miejsko-wiejska | nie ma uzdrowiska |
| gmina Muszyna             | Żegiestów, Złockie                                | gmina miejsko-wiejska | –                 |
| gmina Nałęczów            | Nałęczów                                          | gmina miejsko-wiejska | –                 |
| gmina Piwniczna-Zdrój     | Piwniczna-Zdrój                                   | gmina miejsko-wiejska | –                 |
| Polanica-Zdrój            | Polanica-Zdrój                                    | gmina miejska         | –                 |
| gmina Solina              | Polańczyk                                         | gmina wiejska         | –                 |
| gmina Połczyn-Zdrój       | Połczyn-Zdrój                                     | gmina miejsko-wiejska | –                 |
| Rabka-Zdrój               | Rabka-Zdrój                                       | gmina miejska         | –                 |
| gmina Rewal               | Rewal                                             | gmina wiejska         | nie ma uzdrowiska |
| gmina Rymanów             | Rymanów-Zdrój                                     | gmina miejsko-wiejska | –                 |
| gmina Solec-Zdrój         | Solec-Zdrój                                       | gmina wiejska         | –                 |
| Sopot                     | Sopot                                             | gmina miejska         | –                 |
| gmina Szczawnica          | Szczawnica                                        | gmina miejsko-wiejska | –                 |
| Świeradów-Zdrój           | Świeradów-Zdrój, Czerniawa-Zdrój                  | gmina miejska         | –                 |
| Ustka                     | Ustka                                             | gmina miejska         | –                 |
| Ustroń                    | Ustroń                                            | gmina miejska         | –                 |
| gmina Uście Gorlickie     | Wysowa-Zdrój                                      | gmina wiejska         | –                 |